# مايك سميث (لاعب كرة سلة)
مايك سميث مواليد 1963 ، هو لاعب كرة سلة إسباني سابق. لعب لجوفينتوت بادالونا وريال مدريد بالونكيستو.

## روابط خارجية
- مايك سميث على موقع الاتحاد الدولي لكرة السلة (الإنجليزية)
- مايك سميث على موقع الدوري الإسباني لكرة السلة (الإسبانية)
- مايك سميث على موقع كرة السلة الأوروبية.كوم (الإنجليزية)
- مايك سميث على موقع ريلجم (الإنجليزية)
- مايك سميث على موقع بروبوليرز (الإنجليزية)
- مايك سميث على موقع سبورتس رفرنس (الإنجليزية)